# NGC 7224
NGC 7224 је елиптична галаксија у сазвежђу Пегаз која се налази на NGC листи објеката дубоког неба.
Деклинација објекта је + 25° 51' 54" а ректасцензија 22h 11m 35,3s. Привидна величина (магнитуда) објекта NGC 7224 износи 13,6 а фотографска магнитуда 14,6. NGC 7224 је још познат и под ознакама UGC 11940, MCG 4-52-4, CGCG 473-6, NPM1G +25.0494, PGC 68242.